# Canavaggia
Canavaggia (korsisch Canavaghja) ist eine französische Gemeinde auf der Insel Korsika. Sie gehört zur gleichnamigen Region, zum Département Haute-Corse, zum Arrondissement Corte und zum Kanton Golo-Morosaglia. Die Bewohner nennen sich Canavaghjinchi.

## Geografie
Der Dorfkern liegt auf 698 Metern über dem Meeresspiegel im korsischen Gebirge. Nachbargemeinden sind
- Lento im Norden,
- Bigorno im Nordosten,
- Bisinchi im Osten,
- Castello-di-Rostino und Valle-di-Rostino im Südosten,
- Morosaglia und Moltifao im Südwesten,
- Castifao im Westen,
- Pietralba im Nordwesten.

## Bevölkerungsentwicklung
| Jahr      | 1962 | 1968 | 1975 | 1982 | 1990 | 1999 | 2008 | 2013 |
| --------- | ---- | ---- | ---- | ---- | ---- | ---- | ---- | ---- |
| Einwohner | 142  | 124  | 111  | 100  | 77   | 98   | 109  | 96   |